# 阿让特雷
阿让特雷（法語：Argentré，法語發音：[aʁʒɑ̃tʁe]）是法国马耶讷省的一个市镇，位于该省中部，属于拉瓦勒区。

## 地理
阿让特雷（48°5'3"N, 0°38'29"W）面积36.77 平方千米，位于法国卢瓦尔河地区大区马耶讷省，该省份为法国西北部内陆省份，北起芒什省和奧恩省，西接伊勒-维莱讷省，南至曼恩-卢瓦尔省，东临萨尔特省。
与阿让特雷接壤的市镇（或旧市镇、城区）包括：邦尚莱拉瓦勒、拉沙佩勒昂特奈斯、拉沙佩勒兰苏安、卢维涅、韦特河畔苏尔热、蒙叙尔。
阿让特雷的时区为UTC+01:00、UTC+02:00（夏令时）。

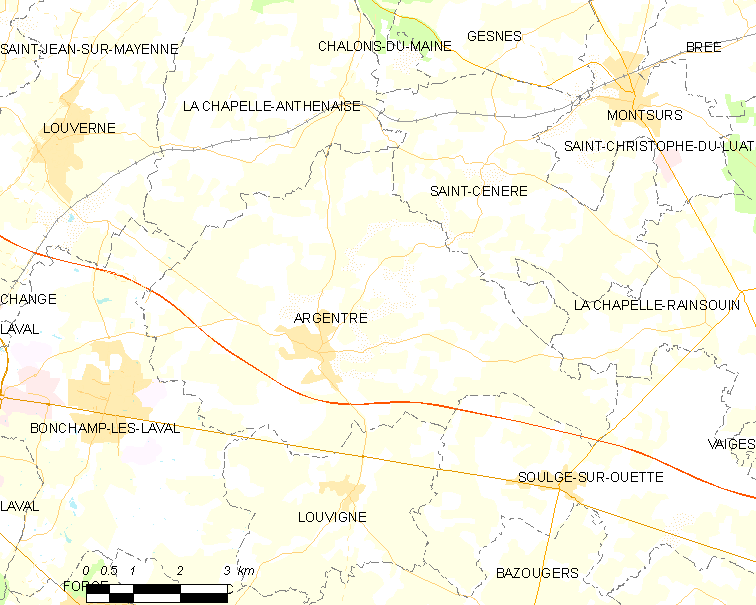
阿让特雷的OSM定位图

## 行政
阿让特雷的邮政编码为53210，INSEE市镇编码为53007。

## 政治
阿让特雷所属的省级选区为邦尚莱拉瓦勒县。

## 交通
法国国家A81号高速公路经过境内但未设出入口。马耶讷省省道D32线、D131线、D549线和D550线在境内交汇。

## 人口

1962-2008年间阿让特雷人口变化图示

阿让特雷于2022年1月1日时的人口数量为2908人。